# Retrospective I
Retrospective I: 1974 to 1980 es un álbum recopilatorio de la banda de rock canadiense Rush lanzado en 1997. El álbum es básicamente una colección de sus mejores canciones de la primera década de la banda, aunque no sigue un orden cronológico.
Ahora, también es el disco número uno de la caja recopilatoria de 2006 llamada Gold con "Something for Nothing" reemplazada por "Working Man".

## Lista de canciones
1. "The Spirit of Radio" – 4:59
2. "The Trees" – 4:45
3. "Something for Nothing" – 4:00
4. "Freewill" – 5:24
5. "Xanadu" – 11:07
6. "Bastille Day" – 4:40
7. "By-Tor & the Snow Dog" – 8:39
8. "Anthem" – 4:24
9. "Closer to the Heart" – 2:55
10. "2112 Overture" – 4:32
11. "Temples of Syrinx" – 2:13
12. "La Villa Strangiato" – 9:37
13. "Fly by Night" – 3:22
14. "Finding My Way" – 5:05

### Orígenes de las canciones
- Pista 14 de Rush (1974).
- Pistas 7, 8 y 13 are from Fly by Night (1975).
- Pista 6 de Caress of Steel (1975).
- Pistas 3, 10 y 11 de 2112 (1976).
- Pistas 5 y 9 de A Farewell to Kings (1977).
- Pistas 2 y 12 de Hemispheres (1978).
- Pistas 1 y 4 de Permanent Waves (1980).

## Personal
- Geddy Lee    - bajo, voz, sintetizadores
- Alex Lifeson - guitarra eléctrica, guitarra acústica
- Neil Peart   - batería, percusión
- John Rutsey  - batería en "Finding My Way"